# Варварин, Владимир Николаевич

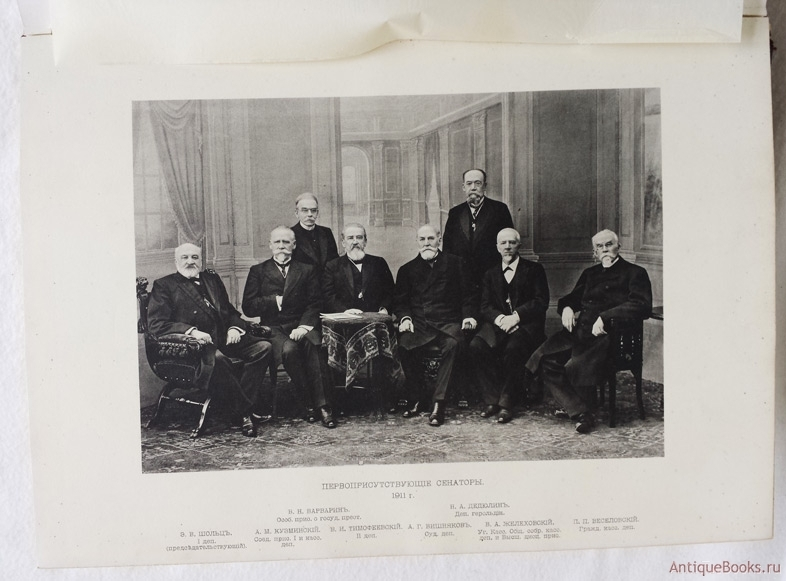
1912 год. Первоприсутствующие Правительствующего сената. Слева направо Э. В. Шольц, А. М. Кузминский, В. Н. Варварин, В. И. Тимофеевский, А. Г. Вишняков, Н. А. Дедюлин, В. А. Желеховский, П. П. Веселовский

Владимир Николаевич Варварин (14 [28] февраля 1843 — 10 [23] февраля 1915, Петроград) — русский юрист, сенатор, действительный тайный советник.

## Биография
Потомственый дворянин Рязанской губернии. Проживал вместе с отцом Николаем Ивановичем Варвариным и матерью Александрой Григорьевной Селезневой (по другим данным Сазоновой) по адресу — ул. Астраханской (Ленина), 46, здание которого известное как «гостиница Штейертов» и было построено отцом.
Окончив рязанскую гимназию, в 1862 году был без экзаменов принят на юридический факультет Московского университета. В 1866 году выпущен со степенью кандидата права и утверждён кандидатом на должность следователя при Казанской палате уголовного суда (20.06.1866).
При введении в Рязанской губернии судебного устава 1864 года Варварин 10 октября 1866 был назначен исправлять должность судебного следователя города Рязани; с 18 ноября того же года исправлял должность судебного следователя 2-го участка Спасского уезда. 23 октября 1868 утверждён мировым судьёй 1-го участка того же уезда (то есть города Спасска). 19 августа 1870 назначен товарищем прокурора Орловского окружного суда, 17 декабря был переведён товарищем прокурора Рязанского окружного суда.
3 марта 1872 назначен Гродненским гражданским губернским прокурором для введения в действие мировых судебных установлений, 25 января 1873 прокурором Рязанского окружного суда, 13 декабря 1874 переведён прокурором Казанского окружного суда. 15 июня 1876 назначен товарищем прокурора Варшавской судебной палаты, 19 января 1878 определён председателем Петроковского окружного суда.
В 1883 году переведён исправляющим должность прокурора Казанской судебной палаты; в 1884 году был утверждён в этой должности, в 1894 году назначен председателем департамента Санкт-Петербургской судебной палаты, а в 1897 году сенатором.
В бытность прокурором Казанской судебной палаты Варварин также состоял председателем Общества земледельческих колоний и ремесленных приютов для исправления малолетних преступников и был председателем Юридического общества при Казанском университете.
В 1904 году, после смерти сенатора Фадеева П. А., рассматривался на должность председателя службы по ведомству водных и шоссейных путей, но отказался, указав: «Ознакомившись с журналами и материалами совещания, не нахожу возможным принять в нём председательствование».
В 1905 году 5 апреля Варварин участвовал в Особом Присутствии Сената в суде на российским террористом и революционером И. П. Каляевым, кто двумя месяцами ранее взорвал со второй попытки Великого князя Сергея Александровича. На суде председательствовал Дрейер, кроме Варварина присутствовали сенаторы: Бобринский, Ширинский-Шихматов, Зволянский, Куровский; сословные представители губ. предвод. двор. Гудович, моск. гор. голова Голицын, и Ямбургский волостной старшина. Заседание происходило при закрытых дверях. Каляев признан виновным, 23 мая 1905 года Каляев был казнён через повешение в Шлиссельбургской крепости.
Дело Гурко-Лидваля. В 1907 году высочайшим повелением Варварину было поручено произвести следствие над товарищем министра внутренних дел действительным статским советником В. И. Гурко и управляющим земельным отделом того же министерства действительным статским советником Литвиновым, обвинёнными в служебных преступлениях. Расследование дало обширный обвинительный материал, что позволило предать дело в суд.
Витте С. Ю. в своих воспоминаниях отмечал: "После одного из сильных неурожаев начала века правительство решило произвести закупки хлеба, чтобы располагать резервами для маневрирования на случай голода. Дело было поручено фавориту царя, товарищу министра внутренних дел. В. И. Гурко. В нарушение закона Гурко переуступил (за мзду) свои полномочия по закупкам зерна иностранцу Эрику Лидвалю, брату знаменитого архитектора Лидваля Ф. И., создавшего «Асторию» и другие питерские постройки. Последний, умышленно или по неспособности, не выполнил контракт, сорвав подготовку к борьбе с голодом, Получив солидный задаток, он вместо 10 миллионов пудов ржи поставил лишь 915 тысяч. Поднялся шум, и осенью 1906 года газета «Речь» сообщила читателям об одном странном контракте. Сенатор В. Н. Варварин провел следствие. По его требованию Гурко был предан суду сената, приговорен к изгнанию с государственной службы. Следователь недоучел отношение царя к Гурко. Когда спустя некоторое время министр юстиции И. Г. Щегловитов представил Николаю имена сенаторов, рекомендуемых к назначению членами Государственного совета, в их числе и Варварина, Николай II (по словам Витте) «на назначение последнего не согласился, сказав, что он никогда не забудет действии Варварина по преданию суду Гурко».
31 декабря 1907 Варварин был назначен первоприсутствующим в Особом Присутствии Правительствующего Сената для суждения дел о государственных преступлениях, с оставлением присутствующим и в Уголовном кассационном департаменте Сената. В 1909 году он председательствовал на процессе бывшего директора Департамента полиции действительного статского советника А. А. Лопухина, обвинённого в государственной измене.
Из воспоминаний графа Витте: «Лопухин был судим особым присутствием Сената, а Варварин для того, чтобы отличиться, был назначен председателем этого присутствия. Он и отличился, присудив Лопухина к каторжным работам, и только общее присутствие Сената уменьшило это наказание, заменив его ссылкой. Все же, по моему мнению, да и по мнению компетентных юристов, Лопухин мог быть присужден — хотя его проступок прямо законом не предусмотрен, — при соответствующем применении законов, самое большое на несколько месяцев тюремного заключения. Со своей стороны защищать Лопухина я никоим образом не хочу, так как о Лопухине я довольно отрицательного мнения… тем не менее я не могу не сказать, что над Лопухиным был устроен суд крайне несправедливый, и недаром суд этот называли „Варварин Суд“. Недавно я слышал от члена Совета Министерства внутренних дел, бывшего очень близким к Столыпину, что после осуждения Лопухина Столыпин передал Варварину из секретных сумм 5 тысяч рублей».
В 1911 году к 200-летию с момента учреждения Петром I Правительствующего Сената, как высшего органа государственной власти и законодательства, подчинённого императору, была выпущена История Правительствующего сената за 200 лет, где на одной из фотографий сенатор Варварин В. Н. запечатлен вместе с Э. В. Шольц, А. М. Кузминский, В. И. Тимофеевский, А. Г. Вишняков, Н. А. Дедюлин, В. А. Желеховский, П. П. Веселовский.
Варварин проживал в Петербурге на улице Марата (Б. Николаевская) д. 29. На рубеже XIX и XX веков это здание принадлежало семейству Булацель, да и потом некоторые из Булацелей продолжали жить здесь. В частности, до самой революции обитал здесь с семьёй присяжный поверенный Павел Федорович Булацель, член совета Русского собрания, член правления союза правой печати. Булацель был в числе самых активных черносотенцев, одним из основателей Союза Русского Народа, журналистом и редактором поочередно двух черносотенных газет. Черносотенцы защищали царя и царскую власть. В кругу черносотенцев его считали одним из ярких публицистов.

## Герб рода Варвариных

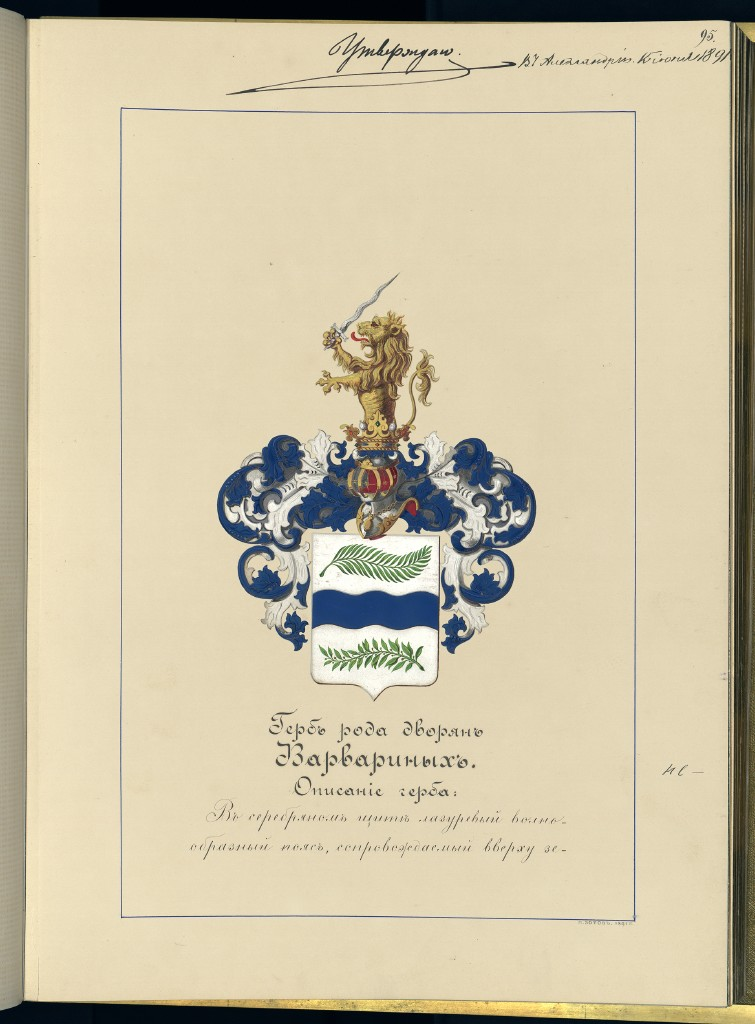
Герб Рода Варвариных

В серебряном щите лазуревый волнообразный пояс, сопровождаемый вверху зеленой пальмовой ветвью влево, а вниз у такой же лавровой ветвью справа. Щит увенчан дворянским коронованным шлемом. Нашлемник: возникающий золотой лев с червлеными глазами и языком, держащий в правой лапе серебряный пламенеющий меч. Намет лазуревый с серебром.
Определением Правительствующего Сената, 11 Мая 1881 года, утверждено постановление Рязанского Дворянского Депутатского Собрания, 21 Марта 1881 года, "о внесении Надворного Советника Владимира Николаева Варварина, с женою его Прасковьею Николаевою и детьми: Николаем, Екатериною и Наталиею в третью часть дворянской родословной книги, по пожалованному ему, в 1880 году, ордену Св. Владимира третьей степени".

## Место захоронения - Казанский храм с. Голенчино (ныне окраина города Рязань)
Последними владельцами села Голенчино были помещики Варварины - очень благочестивые, глубоко верующие и добрые люди. Как в свое время свидетельствовали старейшие жительницы Голенчино Феодосия Даниловна Мещевикова (1905 г.р.) и Вера Лаврентьевна Панферова (1901 пр.), сам помещик Варварин жил в Санкт-Петербурге и бывал в имении наездами. Жена же его Прасковья Николаевна с дочерью всегда с весны до глубокой осени жили в Голенчино. После смерти помещик Варварин завещал похоронить его в ограде Казанской церкви, что и было сделано. Позднее здесь же были похоронены его жена и дочь.
По свидетельству старожилов, при Казанской церкви существовала школа для крестьянских детей, которая была построена, предположительно, помещиками Варвариными. Это здание существует и ныне.

## Чинопроизводство
- В службе и классном чине (20.06.1866)
- Коллежский секретарь (15.12.1866 со старшинством с 20.07.1866)
- Титулярный советник (9.09.1876 со старшинством с 20.07.1869)
- Коллежский асессор (21.09.1872 со старшинством с 20.06.1872)
- Надворный советник (7.10.1876 со старшинством с 20.07.1876)
- Действительный статский советник (1.01.1885)
- Тайный советник (17.12.1897)
- Действительный тайный советник (2.03.1911)

## Награды
- Орден Святого Станислава 2-й ст. с имп. короной (31.12.1871)
- Орден Святой Анны 2-й ст. (26.12.1875)
- Орден Святого Владимира 3-й ст. (1.01.1880)
- Орден Святого Станислава 1-й ст. с имп. короной (1889)
- Орден Святой Анны 1-й ст. (1895)
- Орден Святого Владимира 2-й ст. (1901)
- Орден Белого орла (1906)
- Орден Святого Александра Невского (1.01.1909)

Медали и знаки:
- Знак отличия за обустройство крестьян (1.03.1873)
- Медаль «В память царствования императора Александра III» (1896)
- Знак за XL лет беспорочной службы
- Знак «В память 200-летия Правительствующего Сената» (1911)
- Медаль «В память 300-летия царствования дома Романовых» (1913)
- Знак в память 50-летия земских учреждений (1914)

## Семья
1-я жена (брак от 23.04.1867): Прасковья Николаевна Левашова (родилась 15.08.1850), родители
- Отец Николай Васильевич Левашова (р. 9.05.1816), крещен того же числа в с. Аманово Ряжского, Сапер-поручик. Председатель Съезда мировых судей Рязанского у. (1880). Из кадет Московского кадетского корпуса поступил прапорщиком в 3-й резервный саперный батальон 13.12.1833; пожалован в подпоручики 27.02.1835. Жил в с. Голенчино Рязанского у.
- Мать -  Екатерина Алексеевна Сазонова (р. 15.09.1818), дочь капитана Алексея Гавриловича Сазонова и Марии Петровны Дмитриевой-Мамоновой.

2-я жена: Наталья Владимировна N
Дети:
- Николай Владимирович - сын сенатора (р. 26.03.1871),  крещен 27 марта в Рязанской Старо-Ямской Николаевской церкви. Судейский чиновник, надворный советник (1913). Окончил в 1896 Ярославский гос. университет им. П.Г. Демидова (бывш. Ярославский Демидовский юридический лицей). В службу вступил в канцелярию Рязанского губернатора 18.09.1896; назначен младшим чиновником особых поручений 30.09.1896; пожалован в губернские секретари 5.12.1896 со старшинством с 18.09.1896; исправлял должность секретаря Рязанского статистического комитета с 31.10.1896; назначен членом комиссии по разбору дел архива Губернского Правления 7.05.1897; утвержден земским начальником 5-го уч. Рязанского у. 11.02.1898;  перемещен заместителем начальника 6-го уч. Рязанского у. 2.09.1898;  пожалован в коллежские секретари 27.08.1900 со старшинством с 18.09.1899; уволен по болезни 15.07.1901; поступил на службу в Министерство Юстиции 20.12.1901; назначен городским судьей г. Новгорода-Северского 14.01.1902;  пожалован в титулярные советники 31.07.1903 со старшинством с 23.02.1903; назначен мировым судьей 8-го уч. Венден-Валкского округа 29.04.1905; попечителем Венден-Валкского арестантского дома 26.08.1905; избран членом Комиссии по выборам в Государственную Думу по Валкскому у. 29.09.1906 со старшинством с 23.02.1906;  назначен членом Псковского Окружного Суда 1.10.1907; пожалован в надворные советники 19.10.1910 со старшинством с 23.02.1910; награждён орденом Св. Анны 2-й ст. 1.01.1912. Имел медаль за перепись населения. Жалованье получал 2500 руб., столовых 550 руб., квартирных 550 руб.; всего – 3300 руб. в год. Жена: дочь статского советника Екатерина Павловна Жадкевич, родилась в Новгород-Северском Черниговской Губернии. Дети от брака (внуки сенатора Варварина Владимира Николаевича): 
  - Варварин Владимир Николаевич - внук сенатора, (р. 14.09.1903) в г. Новгород-Северский, был женат на Нименской Елене Николаевне, в браке в 1929 году родился сын Николай Владимирович Варварин. Семья проживала до войны в Ленинграде на набережной Мойки, дом 71. Умер в 1942 г. в Блокадном Ленинграде и похоронен на Смоленском кладбище. Семья (жена и сын) эвакуировались по Дороге жизни на Алтай, после войны проживали в Боровичах, Кыштыме и Челябинске.
  - Варварин Всеволод Николаевич - внук сенатора, (р. 15.02.1905); крещен 27 февраля в Воздвиженской церкви г. Новгорода-Северского;
  - Варварин Александр Николаевич - внук сенатора, (р. 6.08.1906); крещен 10 сентября в Воздвиженской церкви г. Новгорода-Северского.
- Екатерина Владимировна - дочь сенатора (р. 15.08.1872), крещена 16 августа в Софийском Соборе г. Гродно. Работала учителем во 2-й мужской гимназии Рязани.
- Наталья Владимировна - дочь сенатора (р. 9.10.1880), крещена 18 октября в церкви Всех Святых г. Петракова (ныне Польша).
- Вадим Владимирович - сын сенатора (р. 1.08.1891), крещен 15 августа в Грузинской церкви г. Казани; 25.08.1892 причислен к роду отца. Чиновник особых поручений 7 кл. при Министре земледелия. Во время 1 мировой войны работал по Красному Кресту. † 1964 г. в Петрограде.